# Bernacice (osada)
Bernacice – osada w Polsce położona w województwie opolskim, w powiecie głubczyckim, w gminie Głubczyce.